# Geršak
Geršak je priimek v Sloveniji, ki ga je po podatkih Statističnega urada Republike Slovenije na dan 1. januarja 2010 uporabljalo 340 oseb in je med vsemi priimki po pogostosti uporabe uvrščen na 1.085. mesto.

## Znani nosilci priimka
- Ana Geršak (*1983), literarna kritičarka, urednica, prevajalka
- Boris Geršak (*1966), pomorski častnik (kapitan bojne ladje), načelnik štaba generalštaba SV 2018-
- Borut Geršak (*1960), kardiokirurg
- Gregor Geršak, elektrotehnik (dr. jedrske magnetne resonance), eksperimentalni metrolog
- Gregor in Klemen Geršak, veslača
- Ivan Geršak (1838-1911), ekonomski teoretik
- Jelka Geršak (*1954), kemičarka, tekstilna tehnologinja, univ. prof.
- Jože Geršak, strojnik, železarski strokovnjak in gospodarstvenik (tudi športni delavec?)
- Katja Geršak, direktorica Centra za evropsko prihodnost (CEP)
- Savina Geršak (*1963), filmska igralka
- Stanka Geršak (r. Torkar) (1920-2018), športnica (atletinja, smučarka, hazena) in gledališčnica (igralka, režiserka) na Jesenicah
- Teodor Geršak (*1943), častnik, obramboslovec, publicist in politik
- Tomaž J. Geršak (*1947), veterinar, šolnik
- Urš(ul)a Geršak, hispanistka, prevajalka, lekt.
- Vesna Geršak, pedagoginja s plesom, doc.